# طرح شبنم
طرح شبنم یا شبکه بازرسی و نظارت مردمی با نیت استفاده از حضور مردم در عرصه بازرسی طراحی شده‌است تا باعث ایجاد شفافیت در مبادلات اقتصادی شود. طرح شبنم یعنی اختصاص کد یکتا به تک تک کالاهای کشور (اعم از واردات و تولید داخل) و رهگیری آن‌ها در شبکه توزیع تا مصرف‌کننده، به گونه‌ای که اطلاعات کل کالاهای کف بازار شامل مشخصات کالا، خرید، فروش و جابجایی کالا (اعم از جابجایی مالکیتی یا جابجایی فیزیکی و بدون انتقال مالکیت) در سامانه مرکزی قابل استعلام باشد در واقع، طرح شبنم دارای ۴ رکن کدگذاری، رهگیری، مشارکت مردمی و بازرسی است

## اهداف
- تقویت امکان سیاست‌گذاری و کنترل دولت در بخش کالا و خدمات
- تسهیل در اجرایی شدن سیاست‌های ویژه دولت در کنترل بازار
- اطمینان مردم از نقش مؤثرتر دولت در حوزه کالاها و خدمات
- افزایش امنیت و جلوگیری از توزیع کالای قاچاق
- جلوگیری از تولید و توزیع کالای جعلی

## ارکان طرح

### کدگذاری و رهگیری
به کوچک‌ترین واحد کالایی قابل فروش به مصرف‌کننده یک کد یکتا اختصاص می‌یابد. متناظر با کد مذکور در سامانه مرکزی، اطلاعات کالای نگه‌داری شده که در لحظه ورود کالا به کشور یا در نقطه تولید این کد به کالای مذکور الصاق می‌شود؛ بنابراین، دامنه طرح شبنم شامل کالاهای غیرفله‌ای می‌شود که به دست مصرف‌کننده می‌رسد.
همانند شناسه‌گذاری تک‌تک کالاهای غیرفله کشور، هر فروشگاه نیز دارای یک شناسه یکتا (مانند پلاک ماشین) است که در مکانی قابل رویت توسط مشتری نصب شده‌است و مشتری می‌تواند با پیامک کردن پلاک فروشگاه، از کم‌ّوکیف جواز فروشگاه اطلاع حاصل کند.

### مشارکت مردمی
تشخیص تخلف در طرح شبنم، به کمک مشارکت مردم انجام می‌شود؛ زیرا مردم اطلاعات نسبتاً دقیقی را در اختیار متولیان امر قرار می‌دهند؛ بنگاه می‌تواند با بازرس تبانی کند، اما تبانی با مردم به‌دلیل زیاد بودن تعداد آن‌ها امکانپذیر نیست. تولید داده‌های واقعی از فضای اقتصادی کشور نیز با مشارکت حداکثری مردم امکانپذیر می‌شود. با مشارکت مردم، فرایند بازرسی در تمام ساعات شبانه‌روز و در تمام سطح کشور با هزینه پایین اتفاق می‌افتد. علاوه‌بر این، صحت عملکرد سیستم بازرسی نیز با مشارکت مردمی سنجیده می‌شود. در بعضی از گروه‌های کالایی مانند دارو مردم انگیزه زیادی برای همکاری دارند، اما در سایر گروه‌های کالایی جهت مشارکت حداکثری مردم، در ازای گزارش تخلف، لازم است برای مشتری جایزه در نظر گرفته شود. اهمیت حضور فعال مردم در طرح شبنم به‌عنوان بازرس، به اندازه‌ای است که اگر این قسمت از طرح حذف شود، اجرای این طرح به‌طور کامل امکانپذیر نخواهد بود. این حضور مردمی باید به‌صورت فعال باشد، یعنی مردم در گزارش کردن تخلفات بنگاه‌های اقتصادی ذی‌نفع باشند. اگر نفع مردم را در گزارش کردن تعریف کنیم، اجرای این طرح در طول زمان فرسایشی نخواهد شد و نیاز به انواع برخوردهای پلیسی نخواهد بود، زیرا با حضور مردم رفتار بنگاه‌ها به‌صورت خودکار تنظیم خواهد شد و هر بنگاه می‌داند چنانچه مرتکب تخلف شود، حتماً این تخلف به بازرسان گزارش خواهد شد.

### بازرسی و نظارت
با انجام رهگیری، زنجیره رسمی اقتصاد شفاف می‌شود، اما همچنان مسیر موازی (غیرشفاف) به فعالیت خود ادامه می‌دهد. برای بستن مسیر موازی از ابزار بازرسی استفاده می‌شود. بازرسی فرایندی تجویزی است که تشخیص آن توسط مشارکت مردم انجام می‌شود.

## تجربیات جهانی مشابه با شبنم

### ترکیه
سیستم رهگیری دارو در ترکیه موسوم به ITS زیرساختی را فراهم می‌کند تا تمام اقلام دارویی رهگیری شوند. این سیستم از ساختارهایی استفاده می‌کند که با صنعت دارو تطبیق داده شده‌اند. کدگذاری انبوه که یکتایی اقلام را تضمین می‌کند در قالب بارکدهای دوبعدی روی داروها قرار می‌گیرد. قابلیت رهگیری هر دارو به‌وسیله جمع‌آوری اطلاعات هر «تک‌مرحله» در فرایند توزیع آن انجام می‌شود که این رهگیری نیز به نوبه خود شجره‌نامه الکترونیک کالا را تدوین می‌کند. سیستم رهگیری در ترکیه به این منظور طراحی شده‌است که مکان هر قلم دارو را تعیین نماید تا عرضه قابل اطمینان دارو به بیماران تحقق یابد؛ بنابراین، اطلاعات تمام داروها در بازار در هر مرحله انتقال در زنجیره توزیع از تولید تا مصرف به سامانه مرکزی انتقال می‌یابد و از فروش داروی تقلبی، سرقت دارو و داروی با بارکد مخدوش جلوگیری می‌شود. هر زمان که نیاز باشد، دارو به راحتی فراخوانی می‌شود. هر ساله اطلاعات ۵/۲ میلیارد دارو در این سامانه ذخیره و در حدود ۱۰ تراکنش برای رهگیری هر دارو پیش‌بینی شده‌است.

### ایالات متحده
در ایالات متحده بیشترین تلاش‌ها برای به‌کارگیری سیستم‌های رهگیری محصول انجام شده‌است. نزدیک به ۱۵ تجربه موفق در این زمینه مورد بررسی قرار گرفته که در ذیل به آن‌ها اشاره می‌شود:

#### سطح فدرال
سیستم ملی شناسایی دام یک سیستم اطلاعاتی مدرن و ساده است که به تولیدکنندگان دام و متولیان سلامت دام این امکان را می‌دهد که نسبت به بیماری‌های دام در ایالات متحده به‌طور سریع و اثربخش واکنش نشان دهند. این سیستم به مصرف‌کننده در مورد عرضه بهداشتی غذا اطمینان می‌دهد و حضور در بازارهای داخلی و خارجی را تضمین می‌کند. برای مشارکت در این طرح، هر تولیدکننده دام سه مرحله را باید طی کند:
- ثبت دام و دریافت شماره شناسایی مقدماتی
- شناسایی دام‌ها
- انتخاب یک پایگاه داده رهگیری (ATD) دام برای رهگیری جابجایی تکی یا گروهی دام‌ها.

#### سطح ایالتی
در سطح ایالتی دو سیستم در ایالت‌های کالیفرنیا و فلوریدای آمریکا مورد بررسی قرار گرفته‌است. در ایالت کالیفرنیا قانون رهگیری الکترونیک وجود دارد که قرار است در سال ۲۰۱۵ به مرحله عملیاتی شدن برسد. تحت این قانون، هیچ عمده‌فروش یا داروخانه‌ای نمی‌تواند بدون استفاده از شجره‌نامه الکترونیک، دارویی را بفروشد، مورد معامله قرار دهد یا انتقال دهد. برای به‌کارگیری این قانون، نیاز به کدگذاری یکتا در کوچک‌ترین واحد قابل فروش به مصرف‌کننده توسط تولیدکننده وجود خواهد داشت و تمام فرایندها تا مرحله مصرف در یک کانال الکترونیک رصد می‌شود.
در سال ۲۰۰۵، ایالت فلوریدا قانونی را مورد بررسی قرار داد که براساس آن، تمام اطلاعات داروها ازجمله شماره فاکتور، اسناد حمل و شماره یکتای انتقال آن را به‌صورت الکترونیک ثبت خواهد شد.

#### سطح بنگاهی
در سطح بنگاهی نیز شرکت‌های متعددی به یکتاسازی کالا و رهگیری آن‌ها در زنجیره تأمین پرداخته‌اند که پروژه‌های انجام شده در دو شرکت آثنتیکس و سکوورکس بیشترین شباهت را به طرح شبنم دارد. علاوه بر شرکت‌های فوق، شرکت‌های تریس لینک، وریفای برند، ناسکو، یوتامارک، برندواچ، ویدیو جت، برادی، اسپروکسیل، اُربید و سکیورسیبولوژی از مهم‌ترین شرکت‌هایی هستند که بیشترین حضور را ارائه خدمات ضدجعل دارند.

### کانادا
رهگیری در کانادا موضوعی جدید نبوده و در گروه‌های کالایی متعددی اجرا شده‌است. رهگیری در این کشور به‌صورت بخش به بخش توسعه‌یافته‌است. پنج سیستم رهگیری در کانادا مورد بررسی قرار گرفته‌است:
1. سیستم ملی رهگیری محصولات غذایی و کشاورزی که در جهت اجرای برنامه «مزرعه تا مصرف»، اطلاعات مرتبط، دقیق و بهنگامی را برای دسترسی بازار، رقابت‌پذیری صنعت و جلب اعتماد مشتری ارائه می‌نماید.
2. سیستم ملی شناسایی دام برای محصولات لبنی که به‌عنوان چتری برای سازماندهی تمام سیستم برچسب زنی و شناسایی محصولات لبنی در کانادا عمل می‌کند.
3. برنامه شناسایی گاو در کانادا که یک سیستم با هدایت صنعت برای رهگیری رو به عقب بوده و برای کمک به رهگیری منبع مسائل سلامت غذایی طراحی شده‌است.
4. برنامه شناسایی گوسفند در کانادا این برنامه که در سال ۲۰۰۴ راه‌اندازی شد و برای تمام گوسفندان در کانادا به کار گرفته خواهد شد. این برنامه نیز مشابه برنامه شناسایی گاو عمل می‌کند.
5. نهایتاً ستاد Can-Traceکه مرجع تعیین استاندارد برای تمام محصولات غذایی است که در کانادا فروخته می‌شود.[۹]

### اتحادیه اروپا
در این اتحادیه نیز سامانه Traceبرای احراز اصالت محصولات غذایی طراحی شده‌است که هدف آن بهبود وضعیت سلامت شهروندان اروپایی برای رهگیری محصولات غذایی از «مزرعه تا مصرف» است. این سامانه، مبدأ محصولات را معین می‌سازد و اولویت اول آن آب معدنی، غلات، حبوبات، عسل، گوشت و مرغ بوده‌است که در آینده نزدیک در دیگر گروه‌های کالایی نیز به‌کار گرفته خواهد شد.

### فرانسه
در فرانسه شرکت Advanced Track & Traceمورد بررسی قرار گرفته‌است. این شرکت در گروه‌های کالایی قطعات یدکی، عطر و آرایشی ـ بهداشتی، کالاهای لوکس، دارو و نوشیدنی فعال بوده که با استفاده از روش‌های سخت‌افزاری و نرم‌افزاری به حفظ مارک تجاری شرکت‌ها می‌پردازد.

### انگلیس
در انگلیس چهار سیستم تحلیل شده‌است.
۱. پروژه سکیورتریس که توسط شورای استراتژی فناوری تأمین مالی شد و ۱۰ شرکت در اجرای پایلوت آن در سال ۲۰۱۰ مشارکت داشتند.
۲. شرکت دیتالیس که با نصب دستگاه جت پرینت در خط تولید کارخانه عملیات شناسه‌گذاری را انجام می‌دهد.
۳. شرکت اینجینا تکنولوژی که در سال ۲۰۰۳ بعد مدت‌ها تحقیق در دانشگاه‌های دورهام، کمبریج و کالج سلطنتی در لندن راه‌اندازی شد. این فرایند تحت نظر پروفسور روسو کابورن برای توسعه «فناوری احراز اصالت به کمک لیزر» توسعه یافت که هم‌اکنون نیز به‌عنوان مبنای راهکارهای امنیت این شرکت استفاده می‌شود.
۴. شرکت پاین سکیوریتیکه در زمینه‌های متعددی ازجمله امنیت اسناد، احراز اصالت محصول و کارت‌های اعتباری فعالیت می‌کند.

### نروژ
شرکت کزلر در نروژ رهگیری تک تک محصولات را در زنجیره تأمین هنگامی که کالا انتقال می‌یابد فراهم می‌کند و تمام کالاها به‌صورت یکتا همواره از طریق کدهای سریالی شناسایی می‌شوند. تمام اطلاعات رهگیری محصول (شجره‌نامه الکترونیک) در آینده برای مشتری قابل استفاده خواهد بود

### دانمارک
شرکت فرکچرکد با ترکیب فناوری‌ها، خدمات متنوعی را برای دولت‌ها و صاحبان مارک تجاری با استفاده از رهگیری یکتا و احراز اصالت دیجیتالی فراهم می‌کند. از طریق کدگذاری ایمن، به هر کالا یک کد یکتا اختصاص می‌یابد که می‌تواند در تمام زنجیره توزیع از تولیدکننده تا مصرف‌کننده نهایی مورد استفاده قرار گیرد

### سوئیس
شرکت ای.ال. پی ویژناز فناوری دیجیتالی پنهان برای احراز اصالت محصول و جلوگیری از قاچاق بهره می‌برد. کریپتوگلیف یک فناوری چاپ نامرئی با جوهر و فرآیندهای چاپ استاندارد است که نیاز به تغییر بسته‌بندی محصول ندارد و می‌تواند تا ۱۲۸ کیلوبایت اطلاعات رمزشده را در خود داشته باشد.

### آلمان
در آلمان ۳ مورد فرایند تخصیص شناسه و رهگیری بررسی شد:
1. شرکت لایتوس در تولید و توسعه سیستم‌های کنترل خلاق برای امنیت بسته‌بندی محصولات دارویی تخصص دارد. این شرکت با ایجاد یک سیستم کاملاً اتوماسیون صنعتی، فرایند تجیمع داده را انجام می‌دهد که به‌صورت فایل‌های ویدئویی در سایت این شرکت قرار گرفته و تیم پژوهشی در راستای مستندسازی فرایند رهگیری، بیشترین استفاده را از این سامانه کرده‌است.
2. شرکت جی. اند. دی خدمات بسیار متنوعی را در زمینه احراز اصالت محصول ارائه می‌دهد. خدمات خلاق این شرکت با هدف شناسایی کالاها یا اسناد به‌طور یکتا برای جلوگیری از جعل و قاچاق است و کپی محصول را غیرممکن می‌کند.
3. سیستم احراز اصالت شرکت توو شناسایی محصول را از کارخانه ممکن می‌سازد. این سیستم دارای ۴ مرحله است: الف) کدگذاری انبوه، ب) زنجیره تأمین، ج) رهگیری، د) سلامت مصرف‌کننده نهایی. ۱۱-۲-۳. کره جنوبی شرکت سی جی سیستمز خدمات رهگیری خود را در حوزه دارو و محصولات غذایی که در آن‌ها مطابقت با قوانین و مقررات اهمیت زیادی دارد ارائه می‌کند. رهگیری از ماده خام اولیه شروع شده و تا بسته‌بندی نهایی ادامه می‌یابد (تأمین مواد اولیه ← فرایند تولید ← فرایند انبار ← لجستیک ← توزیع ← مصرف).

### چین
شرکت یایوآن در چین فناوری خود در زمینه جعل و تقلب با عنوان «تکنیک ساختاری و به‌هم پیوسته ضدجعل» در چندین کشور ثبت اختراع کرده و آن را در ۲۰ زمینه در این کشور تجاری‌سازی کرده‌است. این شرکت نیز برچسب‌هایی را همراه با مؤلفه‌های سخت‌افزاری برای جلوگیری از جعل به‌کار می‌گیرد.

### هند
فناوری نانو به حوزه مبارزه با با جعل نیز ورود کرده‌است. شرکت بیلکر یک شرکت پیشرو در زمینه توسعه فناوری نانو برای کاربردهای احراز اصالت محصول است. نوآوری این شرکت با عنوان «شناسه غیرقابل کپی» با استفاده از ذرات در مقیاس نانو ابداع شده‌است که به‌صورت تصادفی در سطح مقطع معینی پخش می‌شوند و توالی‌های غیرقابل پیش‌بینی ایجاد می‌کنند. این ذرات در اندازه و جنس با یکدیگر متفاوت هستند. تولید این برچسب‌های نانویی به گونه است که حتی خود این شرکت نیز نمی‌تواند برچسب‌ها را مجدداً تولید کند (همانند اثر انگشت که کاملاً‌منحصر به‌فرد است). پلیس هند از این فناوری بر روی کارت‌های ملی و گذرنامه‌ها استفاده می‌کند. نحوه استعلام آن به این شرح است که قرائت‌گر نانویی اطلاعات را به گوشی تلفن همراه منتقل می‌کند و از طریق ارتباط شبکه‌ای با پایگاه داده، اطلاعات فراخوانی می‌شود.

### استرالیا
در استرالیا دو سیستم رهگیری با فناوری‌های متفاوت به‌کار گرفته می‌شود:
- سامانه ملی شناسایی دام که توسط دولت این کشور برای شناسایی و رهگیری دام مورد استفاده قرار می‌گیرد. این سیستم به دولت استرالیا امکان می‌دهد که به سرعت در برای وقایع سلامت غذایی و بیماری‌ها واکنش نشان دهد تا بتواند بازارهای خود را در سطح بین‌المللی حفظ نماید. این سامانه در سال ۲۰۰۴ معرفی شد و دربرگیرنده شناسایی الکترونیک گاو و ثبت مرکزی جابجایی آن‌ها در یک پایگاه داده ملی است.
- شرکت هایپرلیبل فناوری جدید را برای احراز اصالت محصول توسعه داده‌است که بر روی کالا به‌صورت نامرئی چاپ می‌شود. این شرکت استانداردهای پنهان‌سازی معینی را برای تخصیص کلید عمومی یکتا به هر محصول به‌کار می‌گیرد. با به‌کارگیری زیرساخت رهگیری برخط، این اقدامات ضدجعل یک شجره‌نامه الکترونیک ایمن را ایجاد می‌کند. قرائت‌گر با فناوری مادون قرمز، کد کالا را به گوشی تلفن همراه منتقل کرده و سپس از طریق ارتباط شبکه‌ای با پایگاه داده، اطلاعات محصول فراخوانی می‌شود. این فناوری با فناوری مورد استفاده در شرکت ای.ال. پی ویژن سوئیس متفاوت بوده که بارکد دو قسمتی و نامرئی استفاده می‌نماید.

### نیوزلند
سامانه ملی شناسایی و رهگیری دام در نیوزلند یک طرح ملی است که به دولت این کشور امکان می‌دهد نسبت به خطرات امنیت زیستی واکنش سریع نشان بدهد. این سامانه برای پرورش گاو اجباری است و تا سال ۲۰۱۳ برای آهو نیز اجباری می‌شود. تقریباً ۸۰ درصد گوشت گاو و آهوی تولیدی در این کشور صادر می‌شود و گوشت و محصولات لبنی ۶۲ درصد کل صادرات کشاورزی این کشور را تشکل می‌دهد. نیاز به حضور مستمر در بازارهای جهانی متولیان دام در این کشور را به نصب RFID بر روی دام‌های این کشور واداشته‌است تا تمام مراحل تولید محصولات دامی تحت کنترل قرار داشته باشند.

## برخی ضعف‌های طرح
طرح شبنم علی‌رغم طراحی نسبتاً دقیق و پشتوانه تئوری قوی، متأسفانه در اجرا با ضعف‌های جدی روبروست و این ضعف‌ها نگرانی‌هایی را در مسئولین و همچنین فعالان اقتصادی ایجاد نموده‌است. از جمله این ضعف‌ها می‌توان به موارد ذیل اشاره کرد:
1. مجریان طرح بدون در نظر گرفتن پیشنیازهای اجرای طرح که همکاری کلیه دستگاه‌های نظارتی را نیز طلب می‌کرد، دامنه طرح را به سرعت وسیع نموده و در مواردی این عدم توجه به زیرساخت‌ها، باعث تناقض در اجرای طرح با گفته مسئولین شده‌است. نمونه آن را در اعلام ابتدای تیرماه به عنوان زمان الزامی شدن طرح شبنم برای کلیه کالاهای وارداتی می‌توان مشاهده کرد که این موضوع تاکنون اجرایی نشده‌است.[۱۵]
2. علیرغم وجود فناوری‌های جدید در طرح، مانند استفاده از بارکد دو بعدی و استعلام از طرق مختلف که خود می‌تواند انگیزه مناسبی را در مردم و به خصوص نسل جوان برای آشنایی با طرح ایجاد نماید، تبلیغات و اطلاع‌رسانی مناسبی راجع به این موارد انجام نگرفته‌است.
3. با توجه به اهمیت و وسعت طرح و نقش پررنگ آن در بهبود وضعیت اقتصاد کشور، متأسفانه هیچ ساختار رسمی دولتی به عنوان متولی طرح پیش‌بینی نگردیده و کلیه فرایندهای اجرایی و هماهنگی‌های طرح به چند کمیته و شورا، متشکل از مسئولین دستگاه‌های مختلف، واگذار شده‌است.
4. در این سال‌ها بعضی از تاجران عادت کرده‌اند که قسمتی از واردات را به صورت رسمی و قسمتی را به صورت قاچاق سازمان یافته و با تشکیلات کامل در دبی و کیش و قشم و چابهار و … اقدام کنند و حالا که طرح شبنم در حال اجراست این تجار می‌بینند یک دفعه آمار واردات شان افزایش پیدا می‌کند و تصحیح می‌شود این دسته از تاجران در مقابل اجرای این طرح خیلی مخالفت می‌کنند.
5. با توجه به حجم گسترده نیروی انسانی درگیر در طرح که بیش از ۱۰۰۰۰ نفر می‌باشد، امکان اشتباه یا تبانی انسانی در این طرح وجود دارد که بهتر است زیرساخت کار با تغییراتی به سمت کاهش درگیری نیروی انسانی در طرح شود.
6. با تغییرات دولت و تغییر معاونین وزارت صنعت و معدن و تجارت فرایند اجرایی طرح به شکلی تغییر یافت که در آن الزام اخذ شبنم از ثبت سفارش به قبل از توزیع منتقل شد. این تغییر موجب نابسامانی در حوزه نظارت می‌شود.

## فهرست کالاهای مشمول طرح[۱۶][۱۷][۱۸]
- لپ‌تاپ
- مانیتور
- چاپگر
- انواع جوهر و تونر چاپگر
- انواع گوشی تلفن همراه
- کولر گازی
- موتور یخچال و فریزر
- تلویزیون‌های lcd , led
- مایکروفر
- جاروبرقی
- انواع اتو
- انواع دوربین
- آّبمیوه‌گیری
- لوازم صوتی و تصویری
- مکمل‌های دارویی و غذایی
- عطر و ادکلن و خوشبوکننده‌ها، اسپری و رنگ مو
- ایمپلنت‌های جراحی
- سمعک
- کاندوم
- دستگاه‌های گلوکومتر و نوارهای دستگاه سنجش قند خون
- دستگاه‌های سنجش فشار خون

## نظرات مختلف و تحلیل مجریان و کارشناسان
جعفر قادری سخنگوی کمیسیون برنامه و بودجه مجلس گفت: شناسنامه دار کردن کالاها (طرح شبنم) راه اصلی جلوگیری از قاچاق کالا است. وی با اشاره به لایحه مبارزه با قاچاق کالا و ارز افزود: نمایندگان وزارت صنعت، معدن و تجارت را موظف کرده‌اند با استفاده از سامانه نرم‌افزاری به شناسه‌دار کردن انبارها و مراکز نگهداری کالا و ثبت مشخصات مالک کالا، نوع و میزان کالاهای ورودی و خروجی اقدام کند تا از هرگونه قاچاق کالا جلوگیری شود.
فداحسین مالکی رئیس ستاد مرکزی مبارزه با قاچاق کالا و ارز گفت طرح شبنم به عنوان یکی از راهکارهای مهم مقابله جدی با قاچاق کالا و ارز گفت: حمایت از سرمایه‌گذاری داخلی و سرمایه ملی از وظایف اصلی ستاد است، ما باید بدانیم که چه میزان کالای غیرقانونی وارد کشور می‌شود و سپس به حمایت از تولید داخل بپردازیم، در طرح شبنم نظارت مردم بر کالاها دیده شده‌است.
محمد صادق مفتح قائم مقام وزیر صنعت، معدن و تجارت تأکید کرد: این طرح پس از اجرایی شدن، مزایای بسیاری را با خود به همراه آورد، به‌طوری‌که ورود و عرضه کالاهای قاچاق به کشور را به میزان قابل‌توجهی کاهش داد. در واقع، طرح شبنم موجب تسهیل در اجرای سیاست‌های ویژه دولت در کنترل بازار شد، ضمن این‌که مردم نیز می‌توانند از مشخصات کالا و خدمات اطمینان حاصل کنند.
محمود اعلایی مدیرعامل شرکت راهبر و مجری طرح شبنم پروژه شبنم را روشی به روز و مبتنی بر فناوری اطلاعات و ارتباطات ارزیابی کرد که به واسطه آن تمامی اجناس دارای کد منحصر به فرد شده و روند ورود و توزیع آن در بازار کشور قابل رصد و پیگیری خواهد بود. وی در خصوص برخی مقاومت‌هایی که نسبت به اجرای این پروژه صورت می‌گیرد گفت: معمولاً در مقابل روش‌های نوین مقاومت‌هایی مبنی بر حفظ شرایط سنتی شکل می‌گیرد که با اطلاع‌رسانی دقیق و مبتنی بر واقعیات به مرور از شدت این مقاومت‌ها کاسته شده و افرادی که متقاضی اقتصاد قانونمند و مبارزه با قاچاق هستند خود انگیخته به جمع متقاضیان شبنم خواهند پیوست.
مجید کرباسچی رئیس اتحادیه صنف خدمات رایانه اصفهان با تأکید بر اجرای کامل طرح شبنم در استان گفت: پس از اجرای این طرح میزان کالای قاچاق در این صنف به کمتر از پنج درصد رسید، زیرا با انجام خوداظهاری توسط واردکنندگان یا عرضه‌کنندگان، تمامی کالاها دارای شناسنامه قانونی شدند.
اسماعیل مرحمتی سرپرست سازمان صنعت، معدن و تجارت استان بوشهر: این طرح می‌تواند کمک بسیار زیادی به اقتصاد کشور بکند و با کاهش میزان قاچاق و کاهش ورود کالاهای بی کیفیت به کشور، کمک شایانی به تولیدکنندگان داخلی خواهد کرد.
بهادری عضو اتحادیه چاپ گفت: دلیل تمام بحث‌هایی که مطرح می‌شود این است که هر طرحی که در کشور اجرا می‌شود نیازمند مؤلفه‌های خاص است. شاخص اصلی این طرح اصناف هستند، اما هنگام نوشتن طرح خبری از اصناف نیست.
مدیر اجرایی اتحادیه خرازی و پوشاک آذربایجان‌غربی با اشاره به وجود برچسب‌های تقلبی طرح شبنم در بازار گفت: برچسب‌های تقلبی طرح شبنم در بازار فراوان است که همین امر سبب ناکارآمدی این طرح در مبارزه با قاچاق شده‌است.